# احتجاجات في واشنطن العاصمة يوليو 2024
على مدى يومين في يوليو 2024، اندلعت سلسلة من الاحتجاجات ضد تورط الولايات المتحدة في الحرب الفلسطينية الإسرائيلية 2023 في واشنطن العاصمة وتزامنت الاحتجاجات مع زيارة رئيس الوزراء الإسرائيلي بنيامين نتنياهو إلى الولايات المتّحدة وإلقاء خطاب أمام جلسة مشتركة للكونغرس الأمريكي. واعتقلت الشرطة 23 شخص. في محطة الاتحاد، قام المتظاهرون بإزالة العلم الأمريكي وإحراقه.

## الاحتجاجات
في 23 يوليو نظّم المئات من متظاهري "الصوت اليهودي من أجل السلام" اعتصامًا احتجاجيًا داخل مبنى الكونغرس الأمريكي؛ وتمّ اعتقال 400 من المتظاهرين.
في 24 يوليو 2024 تجمّع آلاف المتظاهرين في واشنطن العاصمة للاحتجاج على زيارة رئيس الوزراء الإسرائيلي بنيامين نتنياهو إلى الولايات المتحدة وخطابه المشترك الذي ألقاه في الكونغرس. تمّ تنظيم المظاهرة الرئيسية من قبل تحالف الإجابة لوقف الحرب وإنهاء العنصرية، وحركة الشباب الفلسطيني، ومنتدى الشعب، والشبكة اليهودية الدولية المناهضة للصهيونية، من بين مجموعات أخرى. كما شارك في المؤتمر أعضاء من طائفة ناطوري كارتا، وهي طائفة يهودية مناهضة للصهيونية.
قبل الخطاب، تظاهرت مجموعات من المتظاهرين بالقرب من مبنى الكونغرس قبل أن تقوم الشرطة بإبعادهم باستخدام رذاذ الفلفل بعد أن أبلغوا عن عنف قطاعات من الحشد أثناء عدم إطاعة أوامر الشرطة. تمّ إبعاد العديد من المتظاهرين عن مبنى الكونغرس وتجمّعوا أمام محطّة الاتحاد للتظاهر. تم إغلاق ستة تقاطعات تؤدّي إلى مبنى الكونغرس من قبل المتظاهرين الذين حاولوا قطع طريق نتنياهو. وألقت الشرطة القبض على أربعة متظاهرين على الأقل، وقام أحد الضباط بأخذ العلم الفلسطيني الذي كانت تحمله امرأة وإلقاءه جانبًا. قامت شرطة الكابيتول بالولايات المتحدة بنشر رذاذ الفلفل أثناء إحدى الحالات التي "بدأ فيها الحشد بالعنف" ورفض الانصياع لأوامر الشرطة، وتم علاج اثنين من المتظاهرين برذاذ الفلفل ولكن لم يتمّ الإبلاغ عن إصابات أخرى. تمّ استبدال العديد من الأعلام الأمريكية بالأعلام الفلسطينية في ساحة محطة الاتحاد وفي كولومبوس سيركل، وتمّ حرق علم أمريكي واحد على الأقل. قام المتظاهرون بتشويه جرس الحرية بشكل كبير خارج محطة الاتحاد بالطلاء وأقلام التحديد، وكتبوا رسائل تشمل "إنهاء الاستعمار"، و "قاعة هند"، و"اللعنة على أمريكا"، و"مرحبًا بكم في الانتفاضة"، و"الفوضى 2025"، و"هذه هي" إرث بايدن”.
أحرق المتظاهرون دمية لنتنياهو، في حين تم تقديم دمية من الورق المعجن لرئيس الولايات المتحدة جو بايدن لمجموعة المتظاهرين الذين يحملون قرون الشيطان والأيدي الملطخة بالدماء، وهو ما يمثّل سياساته الّتي قيل إنّها مكّنت وجعلت من الممكن أعمال نتنياهو العسكرية وجرائم الحرب ضد قطاع غزة. وتسلّق متظاهرون آخرون نافورة كولومبوس بالقرب من محطة الاتحاد واستخدموا رذاذ الطلاء لكتابة كتابات على النصب التذكاري. وتضمّنت الكتابات حروفًا كبيرة باللون الأحمر مكتوب عليها "حماس قادمة" وبالطلاء الأخضر مكتوب عليها "غزة حرة". ومن بين الرسائل الأخرى المكتوبة على التمثال "تحيا المقاومة" و"كل الصهاينة أوغاد" و"اللعنة على الفاشية!" و"فلسطين الحرة"، بالإضافة إلى عدة مثلثات حمراء مقلوبة تمثل العلم الفلسطيني. كما رشّ المتظاهرون عدة تماثيل أخرى في دائرة كولومبوس بعبارة "غزة حرة".
واحتشدت أيضا في المنطقة مجموعة من المتظاهرين المؤيدين لإسرائيل ولكن المناهضين لنتنياهو. تم إخراج أقارب الرهائن الإسرائيليين الذين احتجزتهم حماس خلال 7 أكتوبر/تشرين الأول بالقوة من الكونغرس بعد محاولتهم الاحتجاج ضد نتنياهو، وتم اعتقال بعضهم.

### فندق ووترغيت
أطلق المتظاهرون مجموعات من الديدان وديدان الوجبة والصراصير في فندق ووترغيت حيث كان نتنياهو يقيم، بما في ذلك على الطاولة التي كان يعتزم استخدامها.

### في الكابيتول
وأصدرت شرطة الكابيتول بيانا عاما ذكرت فيه أنها اعتقلت ستة أشخاص دخلوا قاعة مجلس النواب دون إذن لتعطيل خطاب نتنياهو المشترك.

## ردود الفعل
أدانت كامالا هاريس "الأعمال الدنيئة والخطاب الخطير الذي يغذي الكراهية" من قبل المتظاهرين الذين قاموا بأعمال شغب خارج مبنى الكابيتول للتعبير عن دعمهم لحماس وأحرقوا الأعلام الأمريكية.